# Tiền Raphael

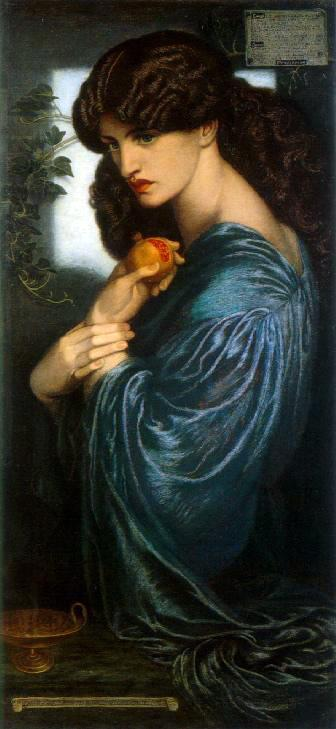
Persephone của Dante Gabriel Rossetti

Tiền Raphael là một trào lưu nghệ thuật xuất hiện ở Anh khoảng giữa thế kỷ 19. Trào lưu này xuất phát từ Nhóm Tiền Raphael, được thành lập năm 1848 bởi John Everett Millais, Dante Gabriel Rossetti và William Holman Hunt. Họ muốn tìm lại phong cách của các họa sĩ trước Raffaelllo, tên theo tiếng Anh là Raphael.
Vào năm 1848, các họa sĩ John Everett Millais, William Holman Hunt, James Collinson, nhà thơ kiêm họa sĩ Dante Gabriel Rossetti, nhà điêu khắc Thomas Woolner và hai nhà phê bình nghệ thuật William Michael Rossetti và Frederick George Stephens đã thành lập "Nhóm Tiền Raphael" (Pre-Raphaelite Brotherhood). Một họa sĩ khác, Ford Madox Brown, cũng khá gần với trào lưu này nhưng không chính thức gia nhập hội.
Chống lại Chủ nghĩa kinh viện Victoria, họ muốn tìm sự trong sáng và nguyên thủy của nghệ thuật Ý, của những nghệ sĩ trước Raffaelllo và dựa theo phong cách của họ. Các họa sĩ Tiền Raphael thiên về Chủ nghĩa hiện thực, ý nghĩa của các chi tiết và màu sắc rực rỡ. Chủ đề ưu thích của họ là Kinh thánh, Trung Cổ, văn học và thi ca (Shakespeare, Keats, Browning...). Đôi khi họ ký dưới các bức tranh của mình "PRB" có nghĩa là Pre-Raphaelite Brotherhood, khiêu khích sự tức giận của nước Anh bảo thủ thường tưởng tượng sau ba chữ này có một ý nghĩa báng bổ hay bí ẩn.
Năm 1850, các họa sĩ Tiền Raphael xuất bản một tạp chí, The Germ, trong đó họ nêu lên lý thuyết trào lưu của họ. Ngay từ khi xuất hiện, tạp chí gặp phải sự chỉ trích mạnh mẽ của giới phê bình, tạo nên một scandal. Chỉ riêng nhà văn, nhà phê bình nghệ thuật John Ruskin đã bảo vệ cho trào lưu này.
Dần dần, Nhóm Tiền Raphael mất đi một số thành viên nhưng cũng kết nạp thêm những người mới, đặc biệt là Edward Burne-Jones và William Morris. Năm 1854, trào lưu này chấm dứt và các họa sĩ đi tìm những con đường khác: Woolner bỏ sang Úc, Millais được bầu làm thành viên cộng tác của Viện Hoàng gia Nghệ thuật (Royal Academy of Arts), chỉ có Rossetti tiếp tục với cảm hứng từ các bức tranh đầu tiên của Tiền Raphael. Tuy nhiên, trong Triển lãm thế giới năm 1855, toàn Paris đã hưởng ứng với các tác phẩm của họ.
Trào lưu Tiền Raphael tuy chỉ trong một thời gian ngắn ngủi, nhưng đã có những ảnh hưởng quan trọng tới các xu hướng nghệ thuật của thế kỷ 20, đặc biệt là Tân nghệ thuật và Chủ nghĩa biểu hiện, nhờ các nghệ sĩ như William Morris và Aubrey Beardsley.

## Các nghệ sĩ

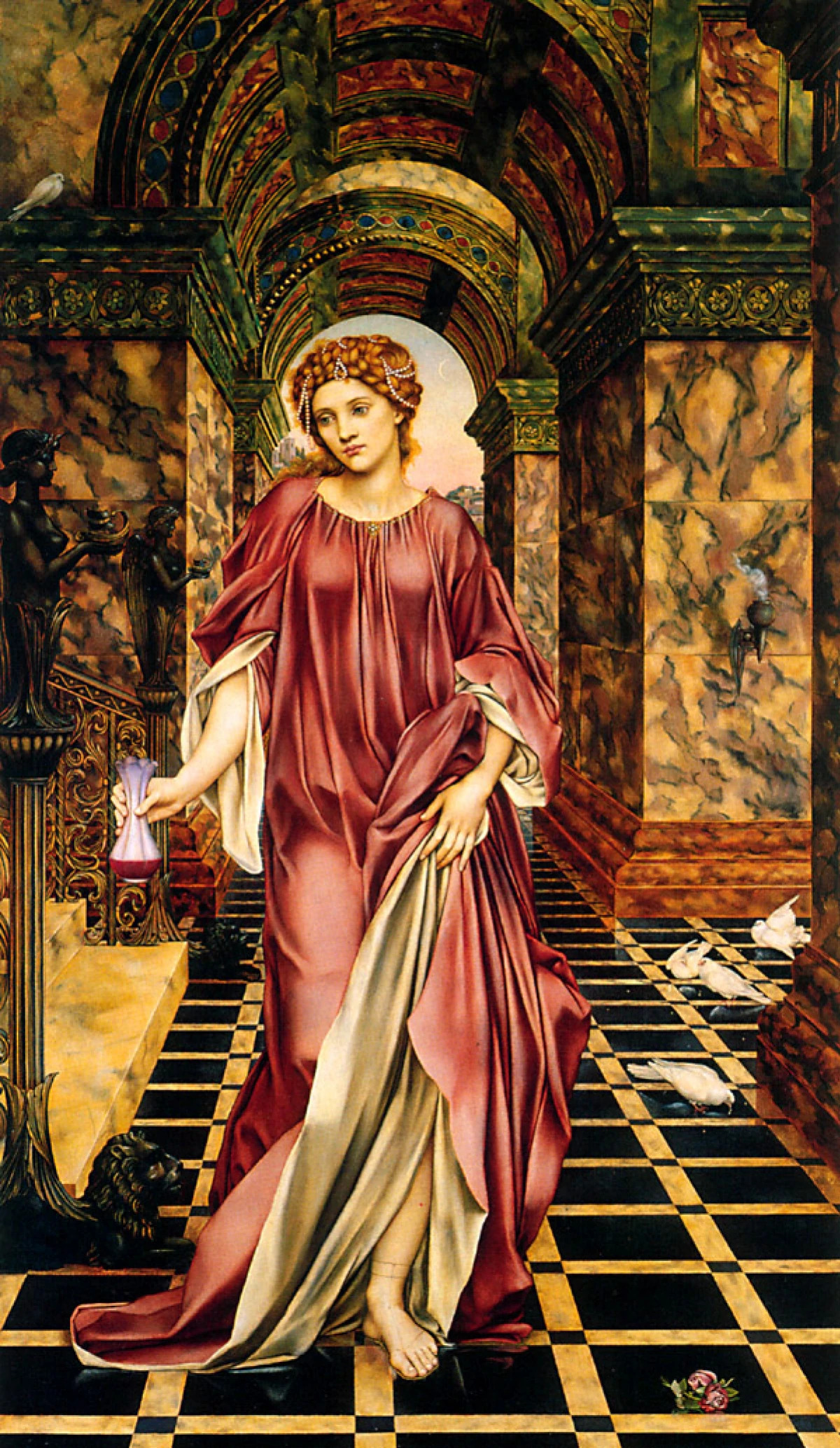
Medea của Evelyn De Morgan, 1889

### Nhóm Tiền Raphael
- James Collinson (họa sĩ)
- William Holman Hunt (họa sĩ)
- John Everett Millais (họa sĩ)
- Dante Gabriel Rossetti (họa sĩ, nhà thơ)
- William Michael Rossetti (nhà phê bình)
- Frederic George Stephens (nhà phê bình)
- Thomas Woolner (nhà điêu khắc, nhà thơ)

### Các nghệ sĩ cộng tác
- Ford Madox Brown (họa sĩ)
- Edward Burne-Jones (họa sĩ)
- Lawrence Alma-Tadema (họa sĩ)
- Charles Allston Collins (họa sĩ)
- Frank Cadogan Cowper (họa sĩ)
- Walter Howell Deverell (họa sĩ)
- Arthur Hacker (họa sĩ)
- Arthur Hughes (họa sĩ, minh họa sách)
- Jane Morris (người mẫu nghệ thuật)
- May Morris (họa sĩ)
- William Morris (họa sĩ, nhà văn)
- Christina Rossetti (nhà thơ)
- John Ruskin (nhà phê bình)
- Elizabeth Siddal (họa sĩ, nhà thơ)
- Simeon Solomon (họa sĩ)
- Algernon Swinburne (nhà thơ)

Một số nghệ sĩ cộng tác ít hơn:
- Wyke Bayliss (họa sĩ)
- John William Godward (họa sĩ)
- Thomas Cooper Gotch (họa sĩ)
- Edward Robert Hughes (họa sĩ)
- Edmund Blair Leighton (họa sĩ)
- Frederic, Lord Leighton (họa sĩ)
- John William Waterhouse (họa sĩ)

## Gallery

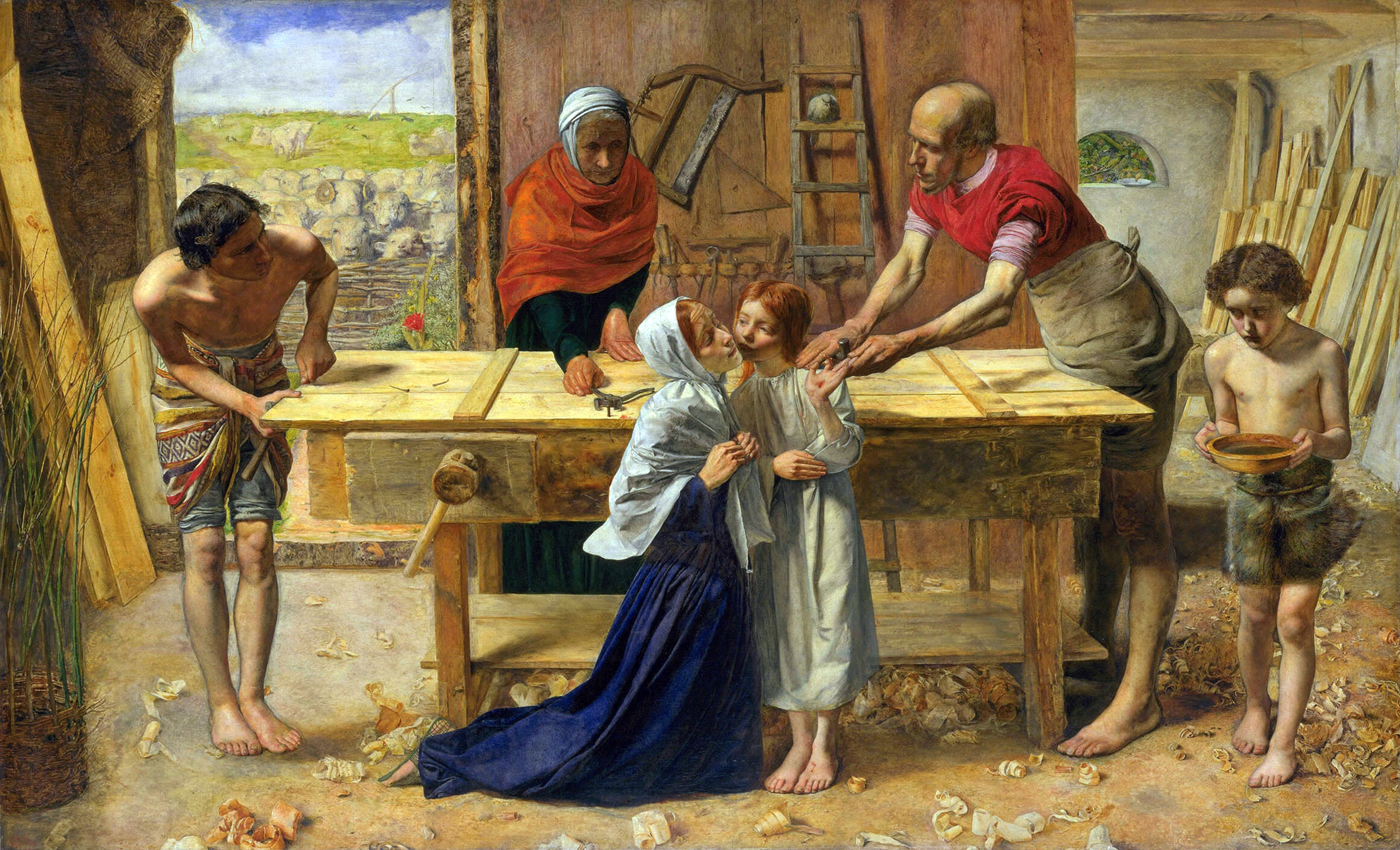
Sir John Everett Millais, Christ in the House of his Parents, 1849-50
William Holman Hunt, The Hireling Shepherd, 1851
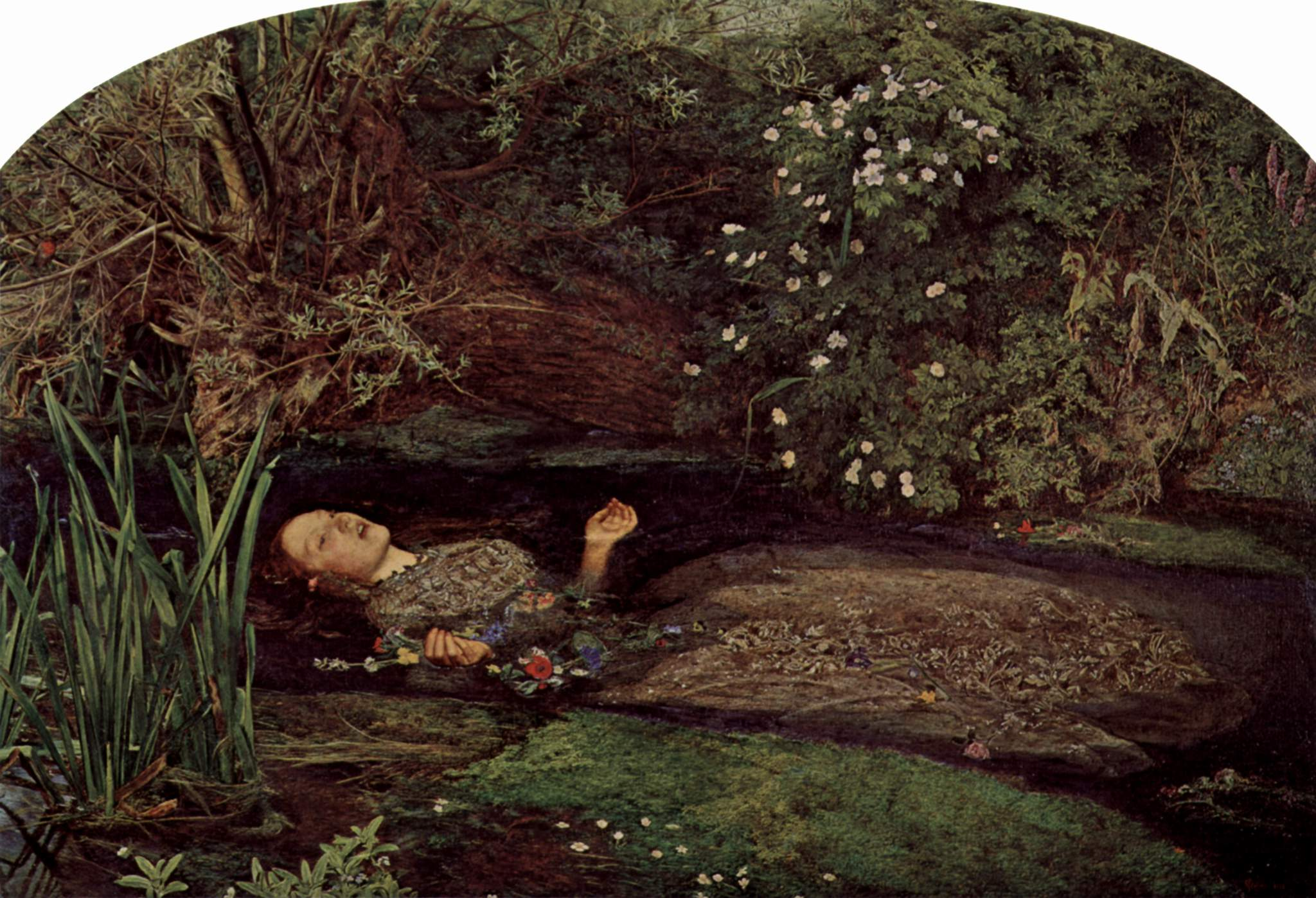
Sir John Everett Millais, La mort d'Ophélie, 1852
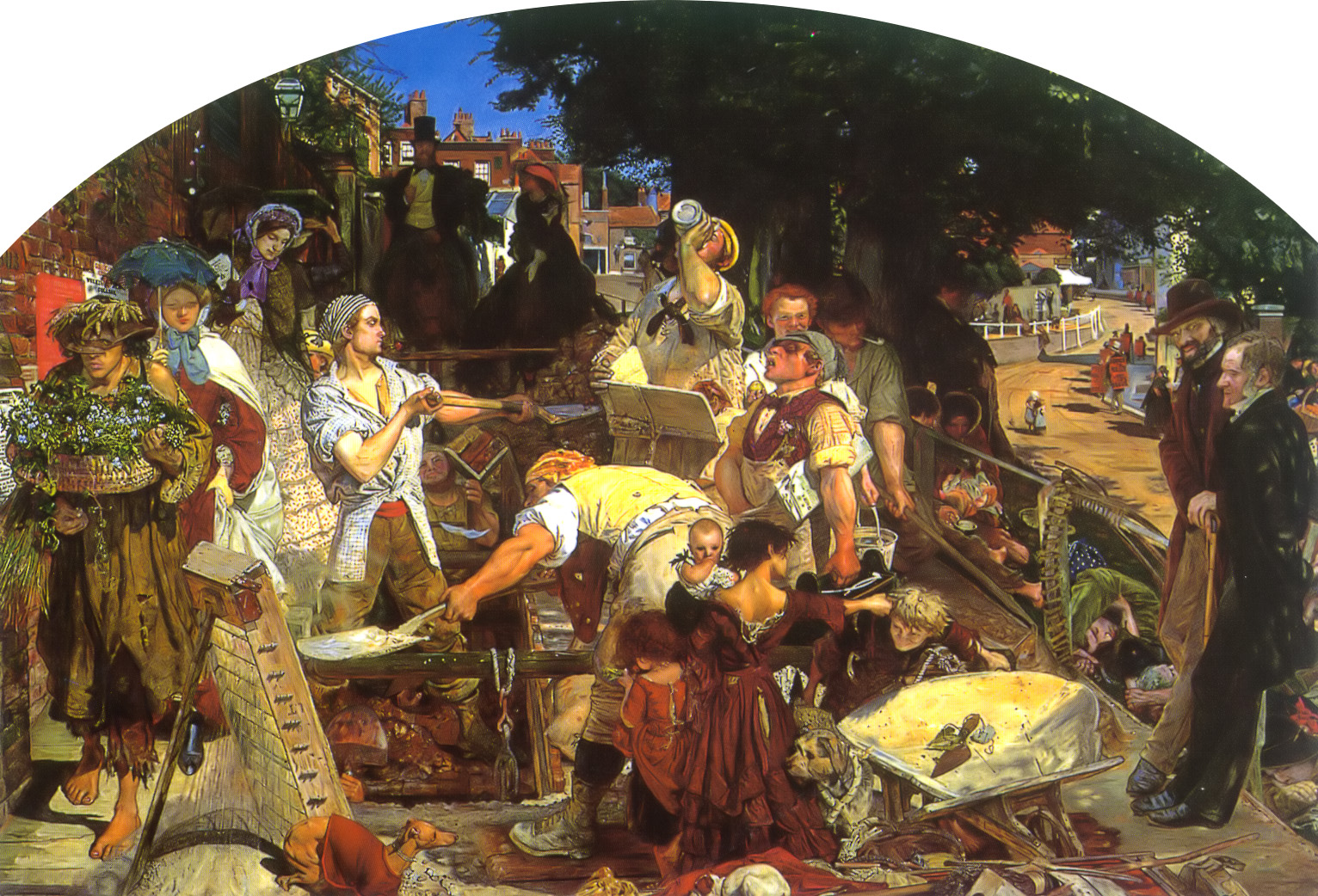
Ford Madox Brown, Work, 1852-65
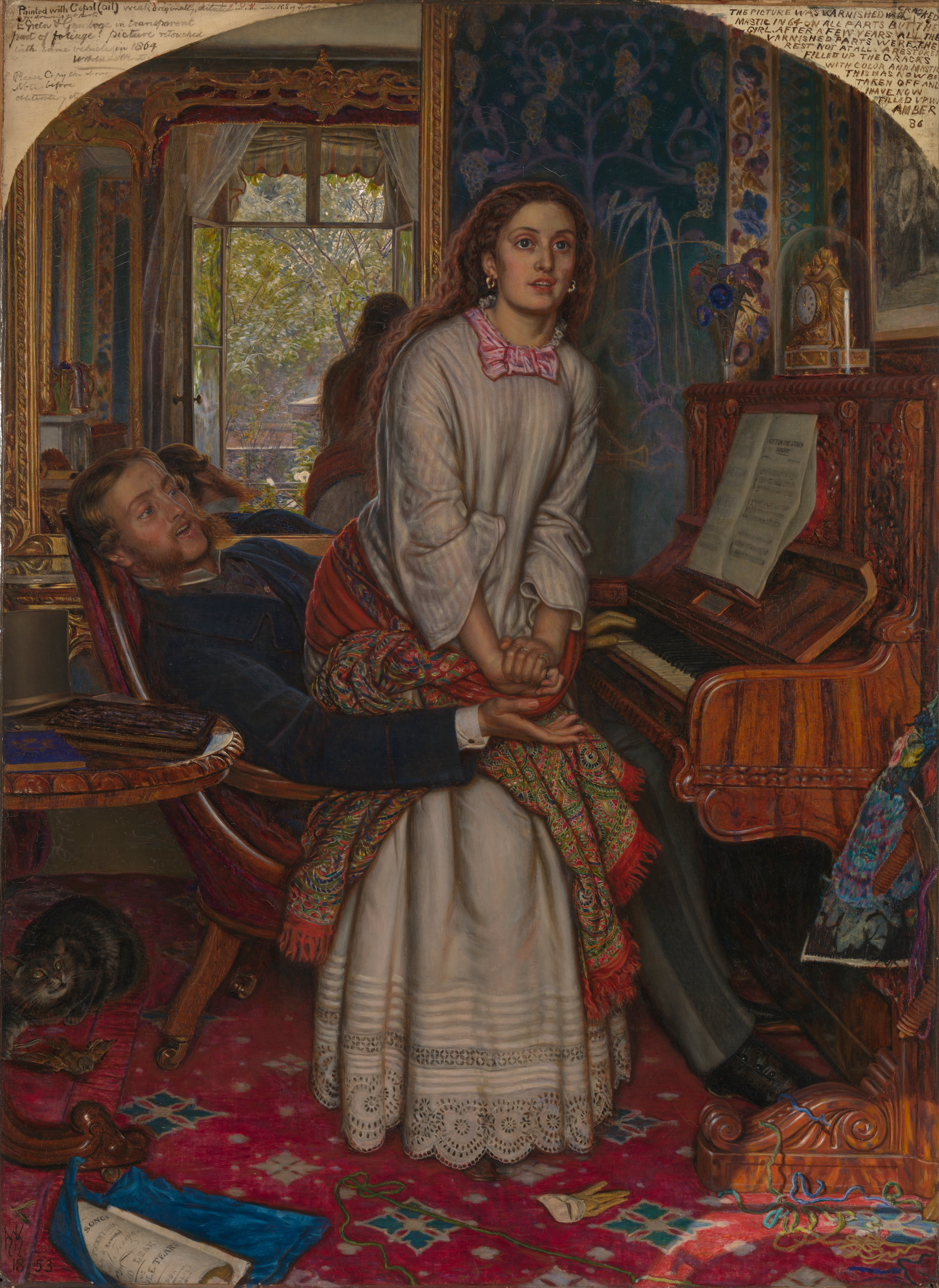
William Holman Hunt, The Awakening Conscience, 1853
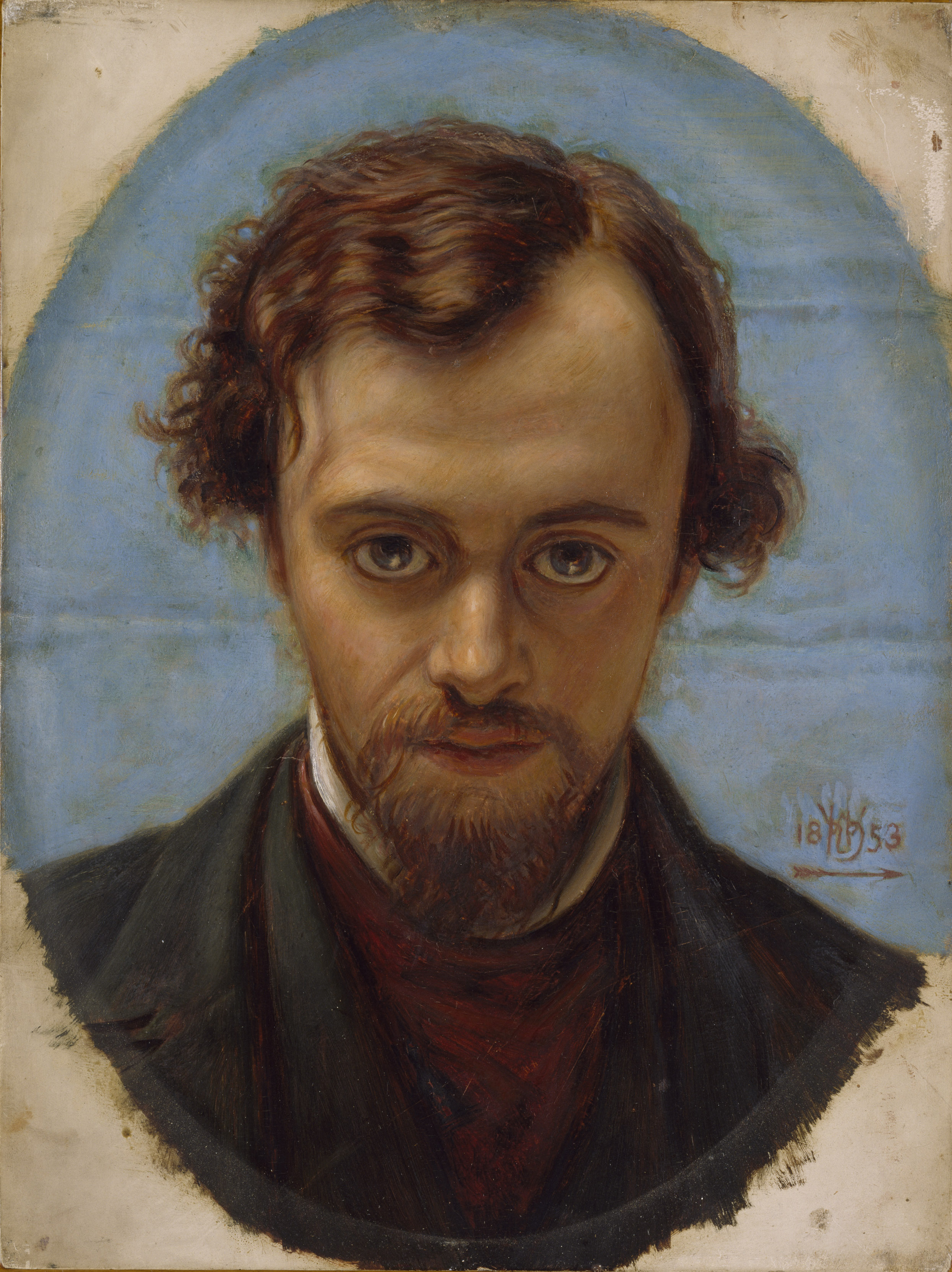
William Holman Hunt, Portrait of Dante Gabriel Rossetti, 1853
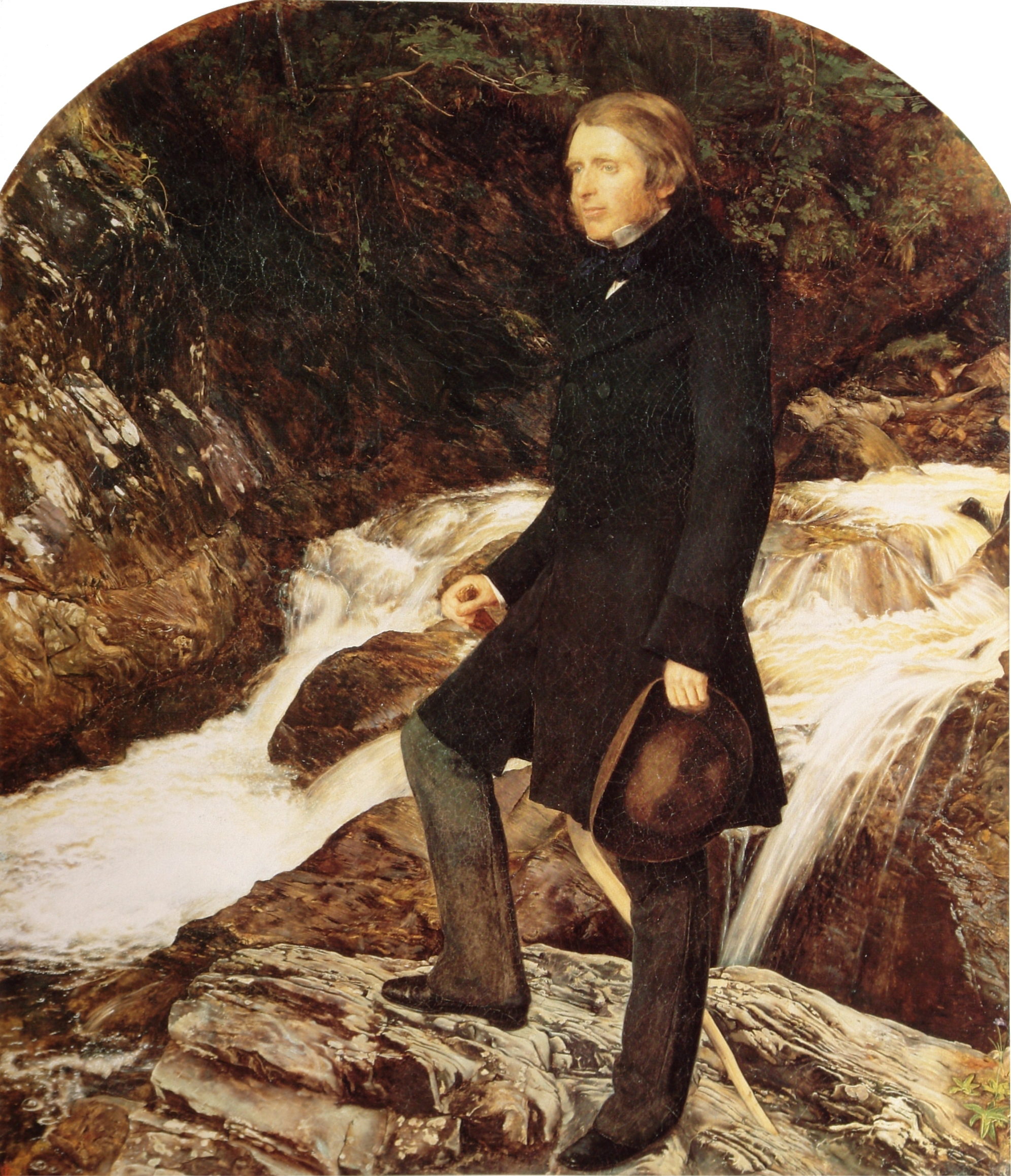
SirJohn Everett Millais, John Ruskin, 1853-54
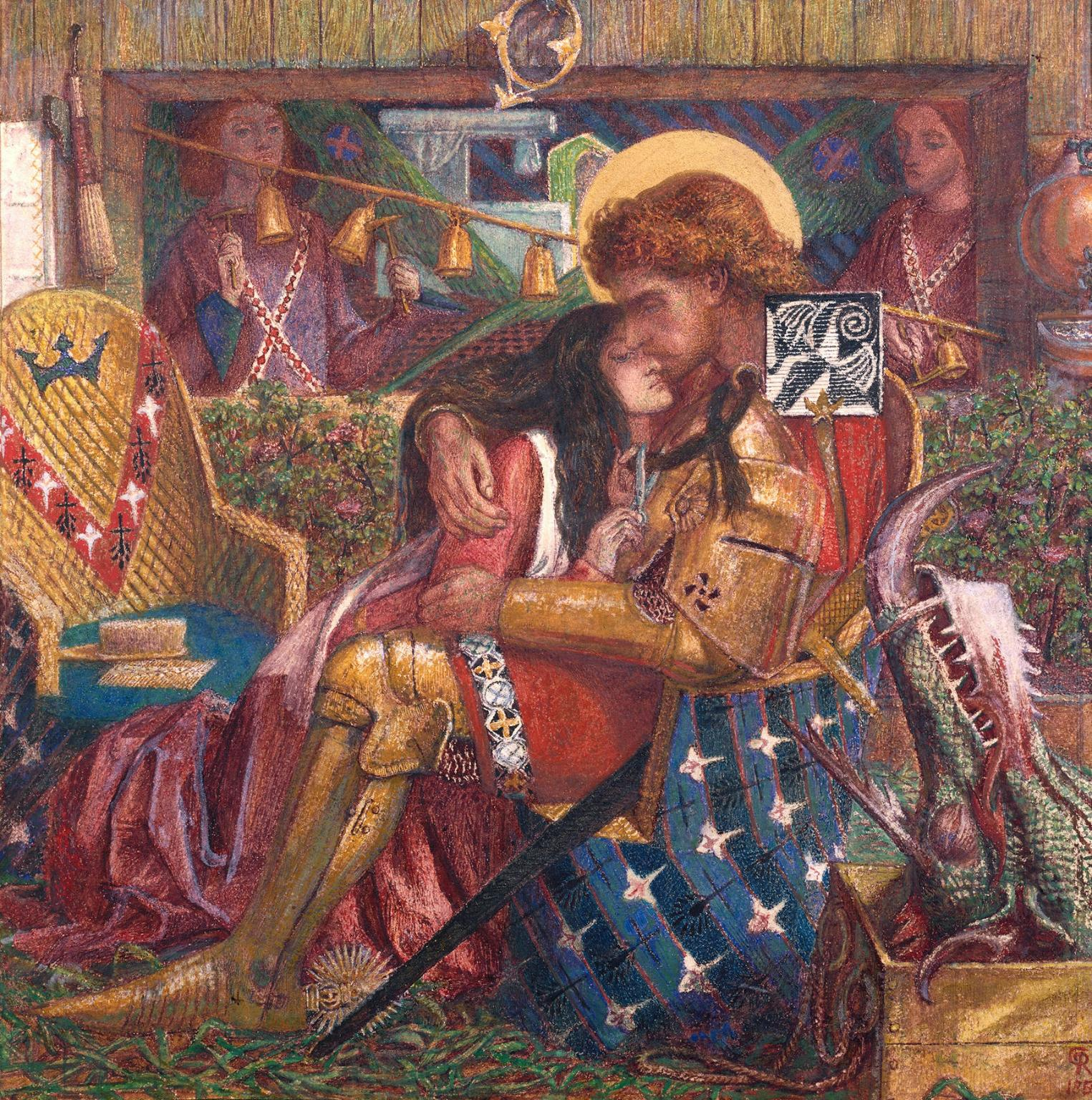
Dante Gabriel Rossetti, The Wedding of St. George and the Princess Sabra, 1857
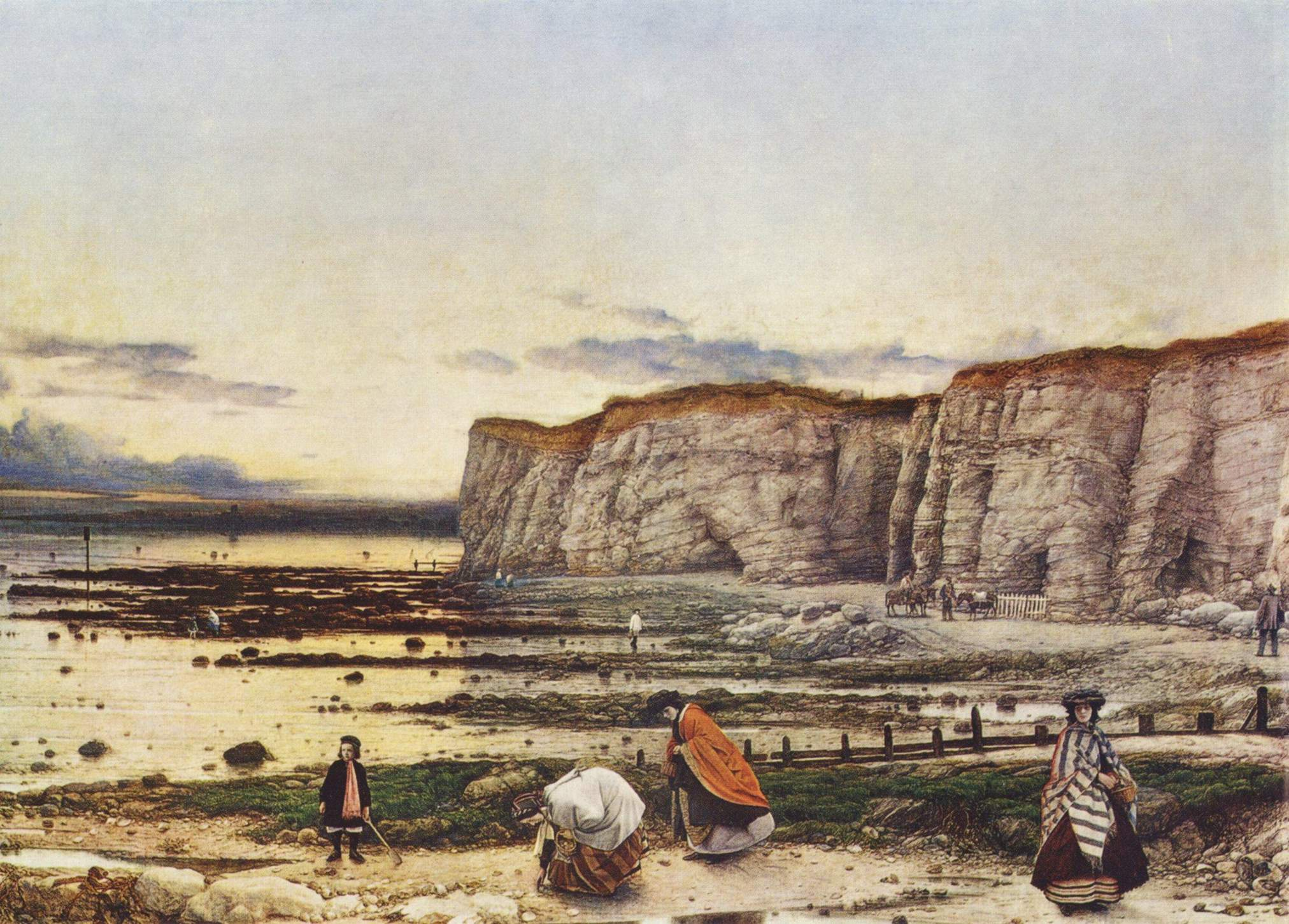
William Dyce, Pegwell Bay, Kent: a Recollection of October 5th 1858, 1858-60
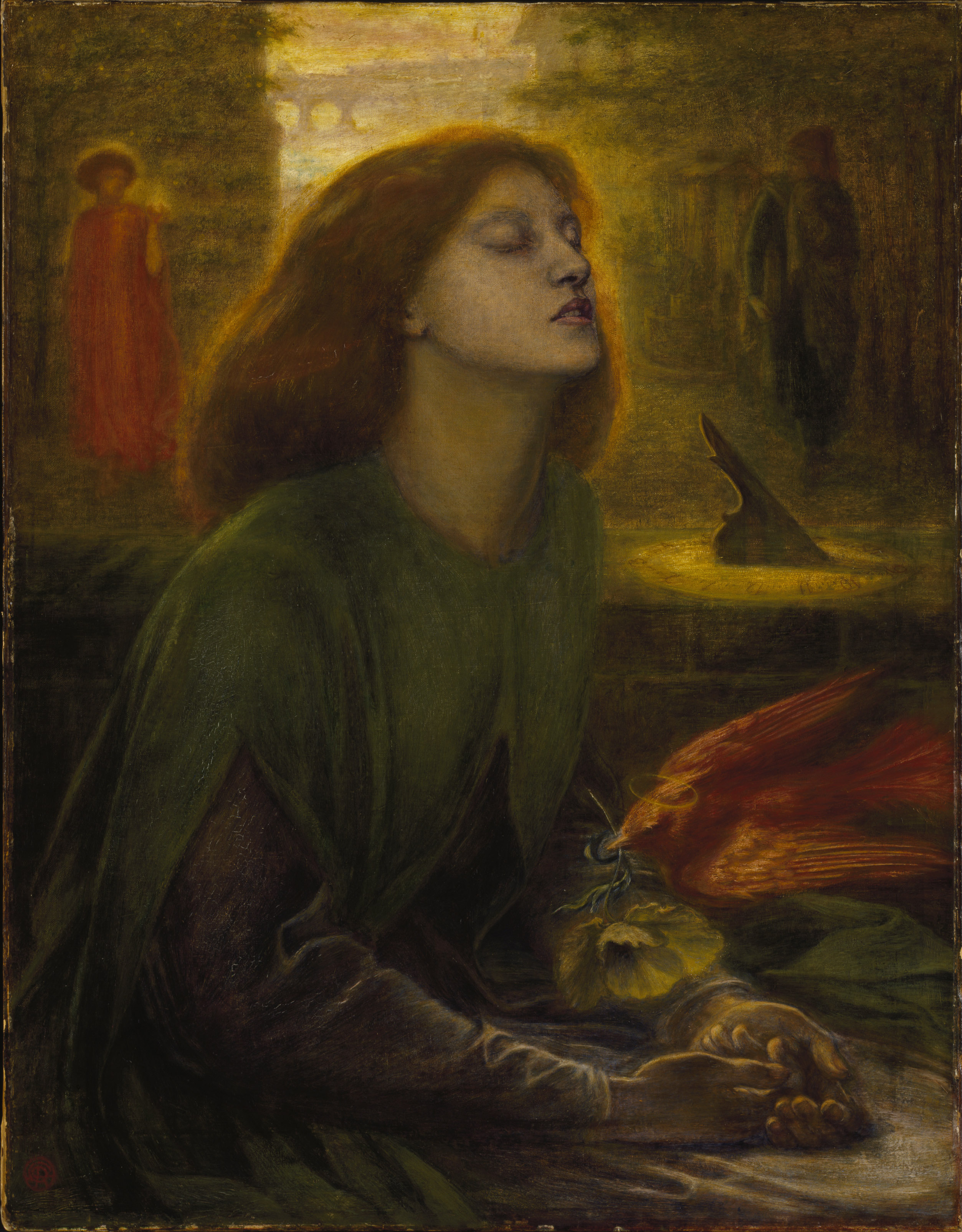
Dante Gabriel Rossetti, Beata Beatrix, 1863
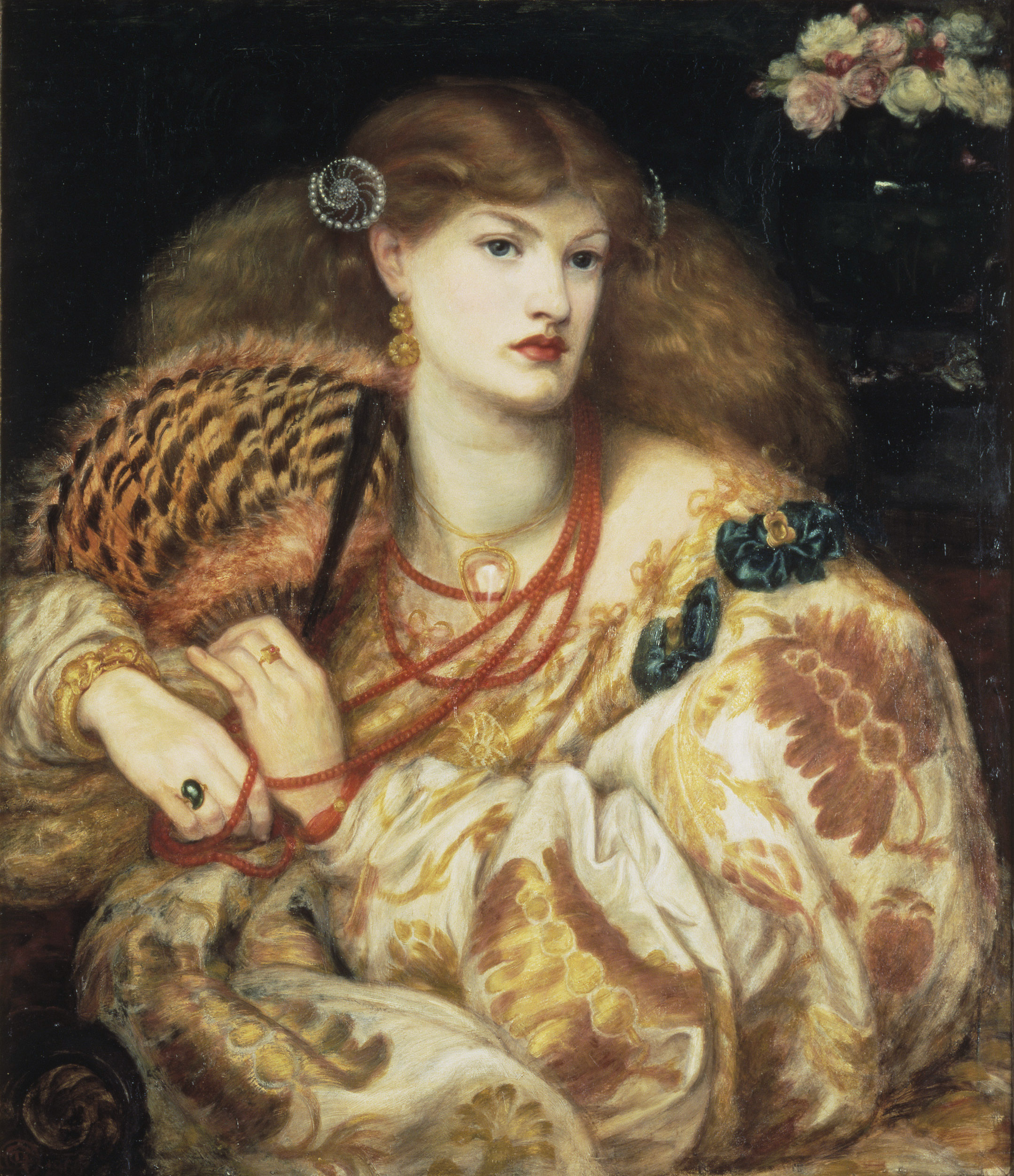
Dante Gabriel Rossetti, Monna Vanna, 1866
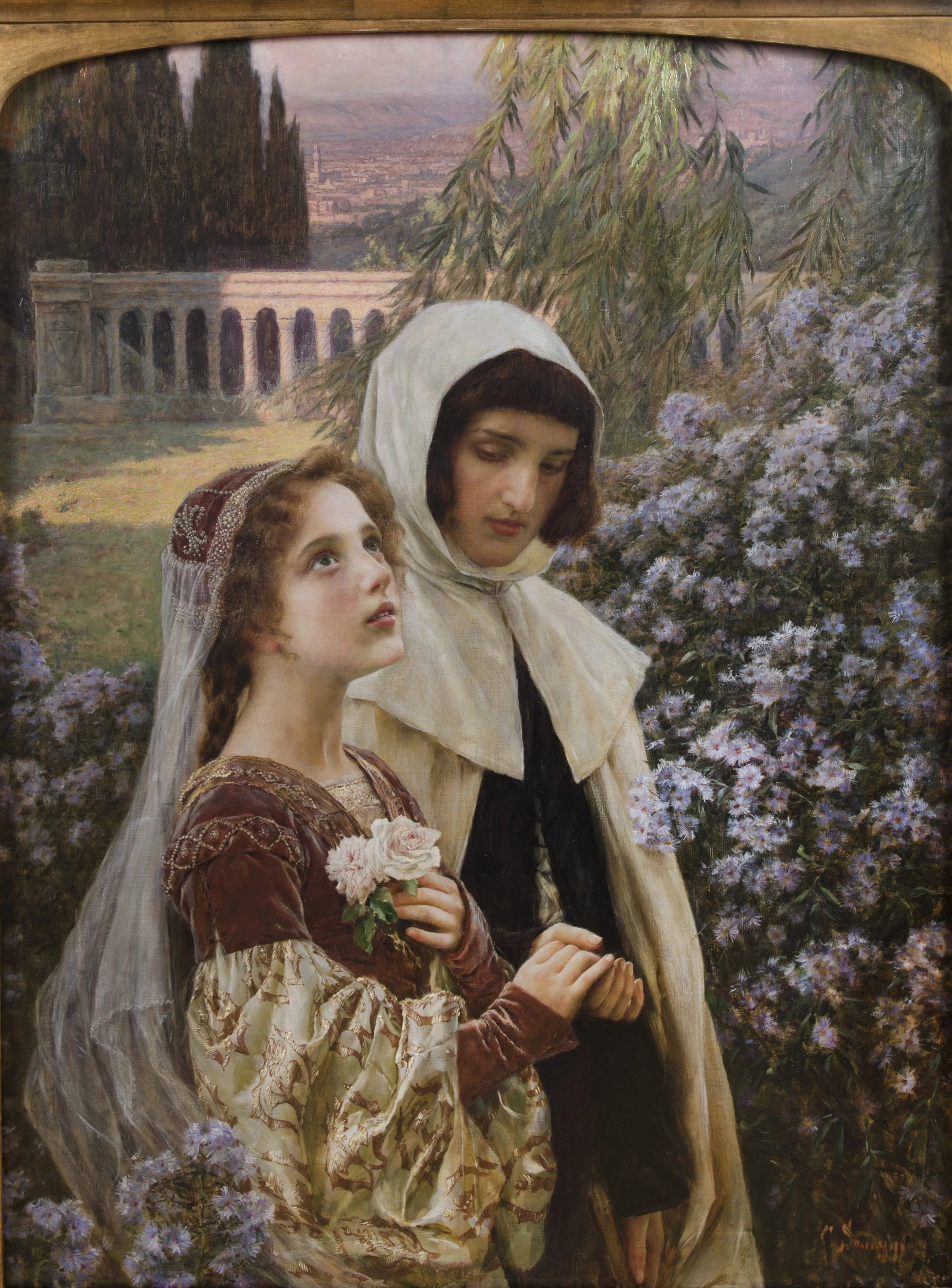
Incipit vita nova, Dante và Beatrice trong vườn, 1903, của Cesare Saccaggi.